# Synagoga v Nitře
Synagoga je architektonická památka města Nitry, zapsaná v seznamu kulturních památek Slovenska.

## Dějiny
Synagogu v Nitře dala postavit místní náboženská obec Ješurun. Byla postavena v letech 1910–1911 budapešťským architektem Leopoldem Baumhornem, který na Slovensku postavil kromě Nitry velkou synagogu v Lučenci a přestavěl synagogu v Liptovském Mikuláši. Synagoga je příkladem eklektické sakrální stavby, postavené v maursko-byzantském stylu.
Do roku 1982 byla vlastníkem synagogy Židovská náboženská obec, poté Okresní národní výbor v Nitře. Od roku 1991 je majetkem města Nitry.
Synagoga prošla dlouhodobou rekonstrukcí a znovu otevřena byla 3. července 2004. Jejím otevřením vznikl prostor, který především slouží jako koncertní a výstavní síň. Konají se zde komorní koncerty v rámci Nitranského kulturního léta, divadelní představení, výstavy, literární večeře apod.

## Architektonické řešení
Synagoga je stavba čtvercového půdorysu, na jižní straně je rozšířena o polygonální rizalit. Je ukončena centrální kupolí, která spočívá na čtyřech pilířích s ozdobnými hlavicemi. Velká okna mají stylizovanou kružbu, kterou nesou románské sloupky z betonových odlitků. Stavba má výrazné cihlové pilíře a mezi nimi plochy stěn bez ozdob. Fasáda nese výtvarné detaily z orientální architektury a je členěna glazovanými cihlami.
Čtvercový síňový prostor synagogy je otevřen do kopule, která dosedá na čtyři pilíře a současně podpírá patrovou emporu. Centrální prostor modlitebny tvoří archa, která je dnes bez svátostí.

## Galerie

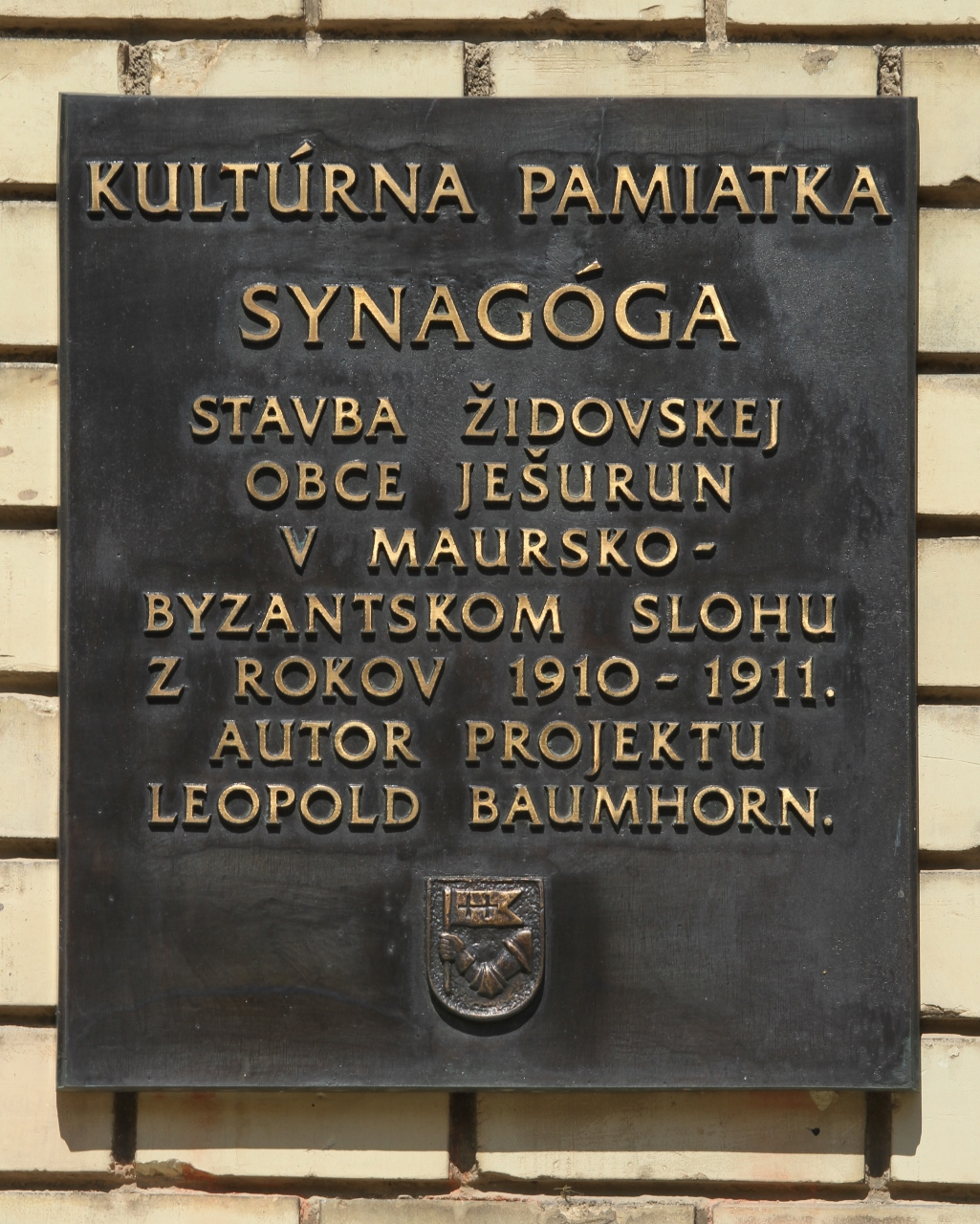
Pamětní deska
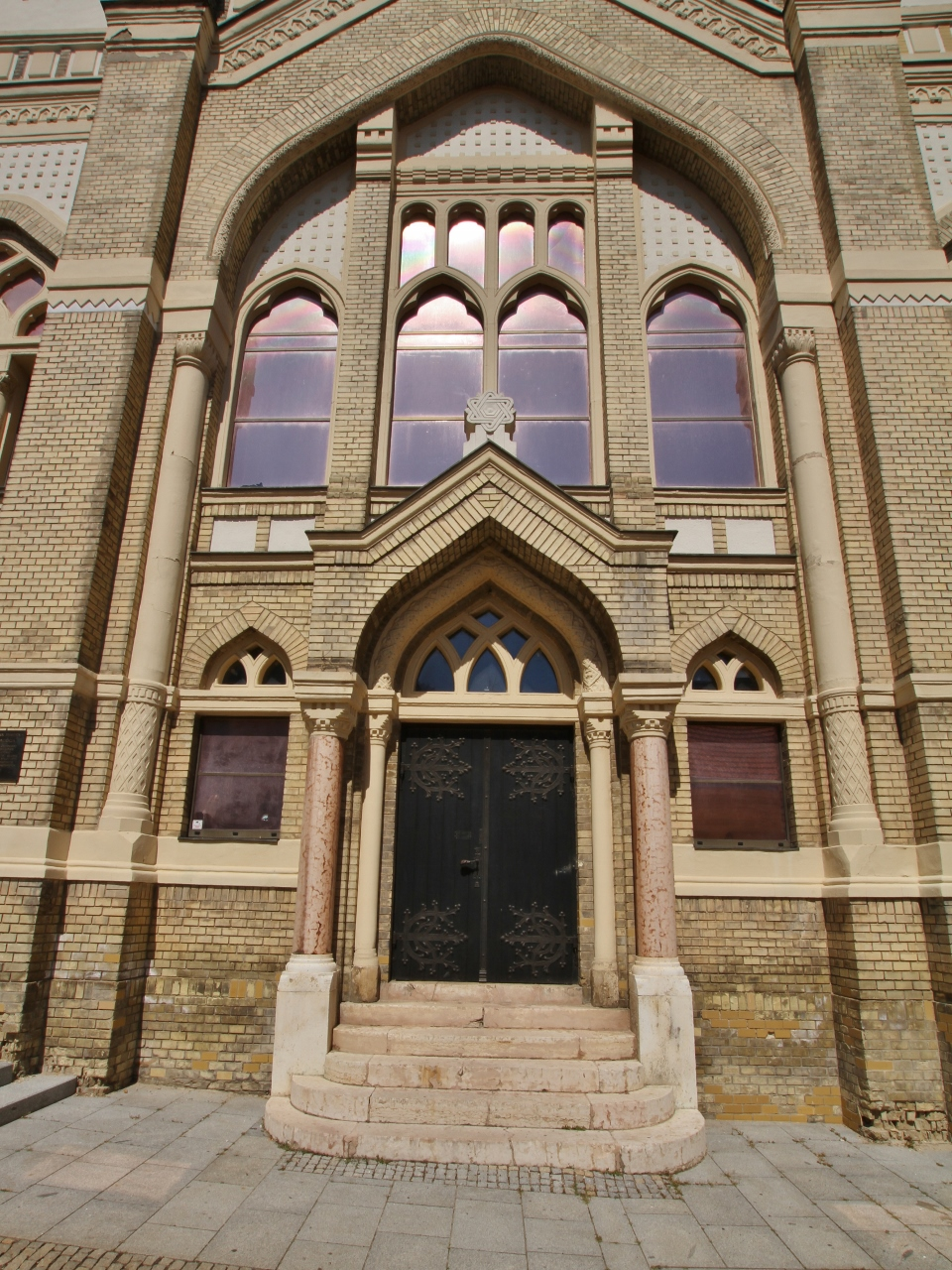
Hlavní vchod
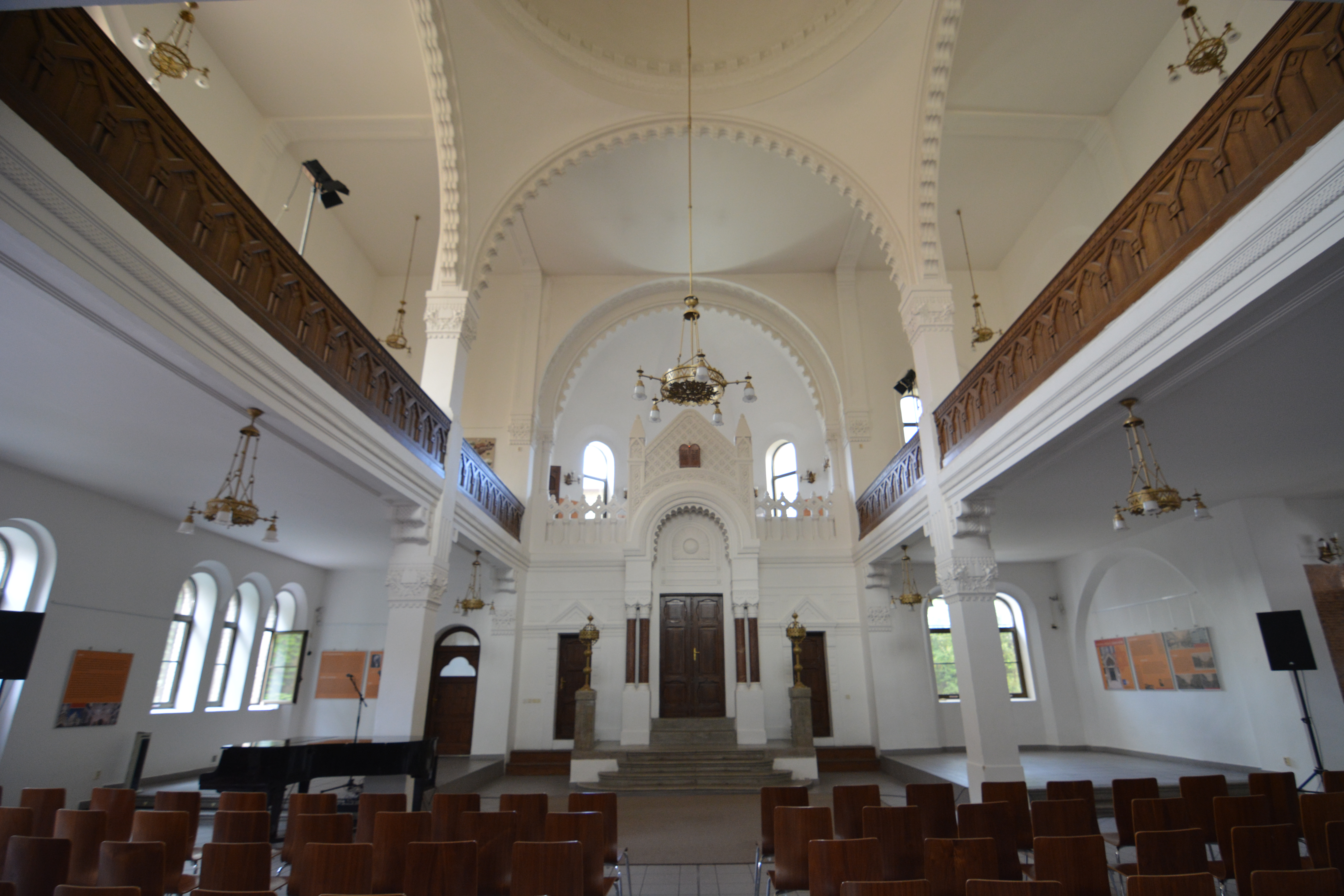
Interiér
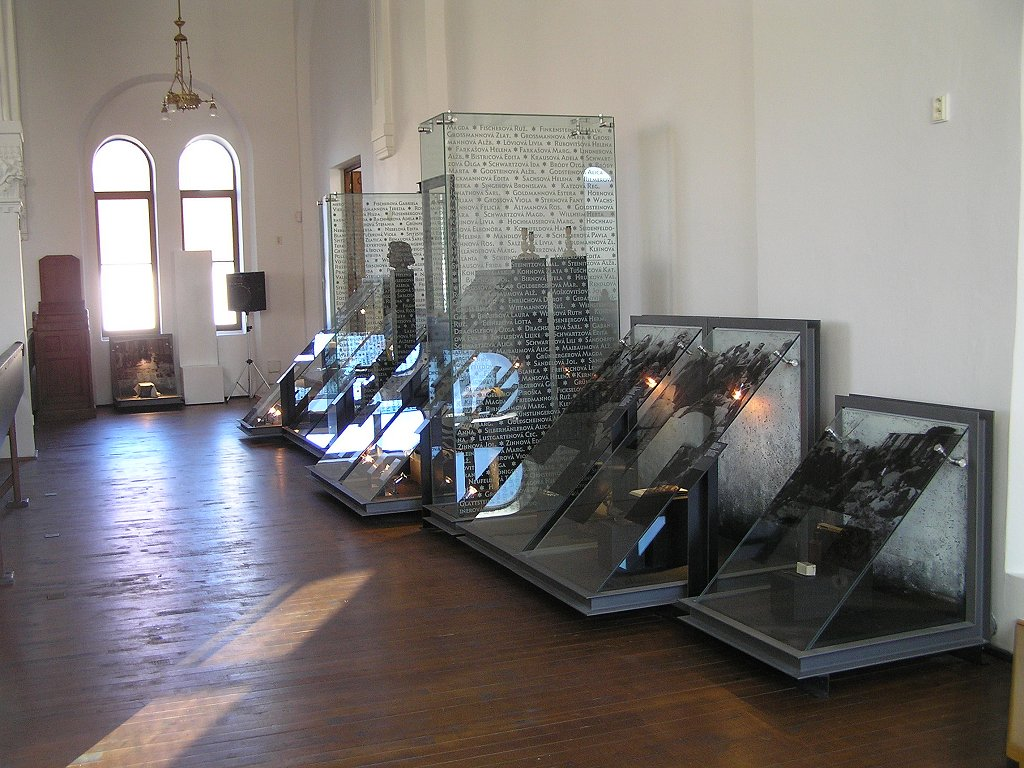
Expozice holokaustu